# Kōfu (Tottori)
Kōfu (jap. 江府町 Kōfu-chō) – miasto w Japonii, na wyspie Honsiu, w prefekturze Tottori. Według danych na rok 2020 miejscowość zamieszkiwało 2 672 mieszkańców , a gęstość zaludnienia wyniosła 21,5 os./km².